# Billie's Headache
Billie's Headache è un cortometraggio muto del 1916 diretto da Earl Metcalfe.

## Produzione
Il film fu prodotto dalla Lubin Manufacturing Company.

## Distribuzione
Distribuito dalla General Film Company, il film - un cortometraggio di una bobina - venne distribuito nelle sale statunitensi l'8 gennaio 1916.